# Expérience canadienne de cartographie de l'intensité de l'hydrogène
Pour le satellite d'observation de la Terre CHIME, voir CHIME (satellite).
L'Expérience canadienne de cartographie de l'intensité de l'hydrogène, en anglais Canadian Hydrogen Intensity Mapping Experiment et en abrégé CHIME, est un radiotélescope interféromètre situé en Colombie-Britannique (Canada). Inauguré en 2017, il est constitué de quatre instruments semi-cylindriques de 100 m par 20 m comprenant un total de 1 024 récepteurs radio sensibles à des fréquences de 400 à 800 MHz. Les installations ne possèdent aucune partie mobile. En conséquence, l'instrument observe les zones du ciel rendues accessibles par la rotation de la Terre, soit la totalité du ciel observable depuis l'hémisphère Nord.
CHIME est co-géré par l'Université de la Colombie-Britannique, l'Université McGill, l'Université de Toronto et l'Observatoire fédéral de radioastrophysique. En plus des expériences de cosmologie destinées à mieux comprendre l'accélération de l'expansion de l'Univers, CHIME est particulièrement performant pour la détection des sursauts radio rapides. En date de septembre 2020, il en a déjà enregistré plus de 1 000.